# Smolianinovo
Smolianinovo (en russe : Смоляни́ново) est une commune urbaine et centre administratif du raïon de Chkotovo dans le kraï du Primorié, en Extrême-Orient russe. Sa population s'élevait à 5 234 habitants en 2023.

## Géographie
La commune urbaine de Smolianinovo se trouve dans le kraï du Primorié, kraï du sud de l'Extrême-Orient en Russie asiatique. Faisant partie du district fédéral extrême-oriental, il se trouve à 50 km au nord-est de Vladivostok, la capitale du district et du kraï. Elle fait partie du raïon de Chkotovo, dans le sud du kraï, et il en est le chef-lieu.
Concernant la géographie, Smolianinovo se trouve au Primorié, une région géographique allant de la rive sud de l'Amour au golfe de Pierre-le-Grand (région faisant partie par ailleurs partie de la Mandchourie-Extérieure, russe depuis 1860). Smolianinovo, comme toute le kraï, est situé dans le fuseau horaire MSK+7 (heure de Vladivostok). Le décalage horaire appliqué par rapport au temps universel coordonné est +10:00.

## Histoire
La commune urbaine a été fondée en 1902.